# دولت سوم جعفر شریف‌امامی
دولت سوم جعفر شریف‌امامی یکی از آخرین دولت‌های دورهٔ پهلوی است که از شهریور تا آبان ۱۳۵۷ فعالیت کرد. رئیس این دولت، جعفر شریف‌امامی بود. دولت شریف‌امامی یک بار در تاریخ ۸ آبان توسط مجلس استیضاح شد اما رأی اعتماد گرفت.

## پیشینه تشکیل دولت
در ۵ شهریور ۱۳۵۷ شریف‌امامی به نخست‌وزیری برگزیده شد و هیئت وزیران خود را در همین تاریخ به حضور شاه و روز ۲۵ شهریور به مجلس شورای اسلامی معرفی کرد. مجلس شورای ملی در تاریخ ۲۵ شهریور ۱۳۵۷ با ۱۷۷ رأی از ۲۰۰ نفر به دولت وی رأی اعتماد داد.

## هیئت دولت
| نخست‌وزیر                                 |  | جعفر شریف‌امامی        | ۵ شهریور ۱۳۵۷ | ۱۵ آبان ۱۳۵۷ | رستاخیز |             |
| وزیران                                   |  |                       |               |              |         |             |
| وزیر آموزش و پرورش                       |  | منوچهر گنجی           | ۵ شهریور ۱۳۵۷ | ۱۳ آبان ۱۳۵۷ | رستاخیز | [ ۳ ] [ ۴ ] |
| وزیر اطلاعات و جهانگردی                  |  | محمدرضا عاملی تهرانی  | ۵ شهریور ۱۳۵۷ | ۱۵ آبان ۱۳۵۷ | رستاخیز | [ ۳ ]       |
| وزیر امور اقتصادی و دارایی               |  | محمد یگانه            | ۵ شهریور ۱۳۵۷ | ۱۵ آبان ۱۳۵۷ | رستاخیز | [ ۳ ]       |
| وزیر امور خارجه                          |  | امیرخسرو افشار قاسملو | ۵ شهریور ۱۳۵۷ | ۱۵ آبان ۱۳۵۷ | مستقل   | [ ۳ ]       |
| وزیر بازرگانی                            |  | محمدرضی ویشکایی       | ۵ شهریور ۱۳۵۷ | ۱۵ آبان ۱۳۵۷ | مستقل   | [ ۳ ]       |
| وزیر بهداری و بهزیستی                    |  | نصرالله مقتدر مژدهی   | ۵ شهریور ۱۳۵۷ | ۱۶ مهر ۱۳۵۷  | رستاخیز | [ ۳ ]       |
| وزیر بهداری و بهزیستی                    |  | محمدحسین مرشد         | ۱۷ مهر ۱۳۵۷   | ۱۵ آبان ۱۳۵۷ | مستقل   | [ ۵ ]       |
| وزیر پست، تلگراف و تلفن                  |  | کریم معتمدی           | ۵ شهریور ۱۳۵۷ | ۱۵ آبان ۱۳۵۷ | رستاخیز | [ ۳ ]       |
| وزیر جنگ                                 |  | رضا عظیمی             | ۵ شهریور ۱۳۵۷ | ۱۵ آبان ۱۳۵۷ | نظامی   | [ ۳ ]       |
| وزیر دادگستری                            |  | محمد باهری            | ۵ شهریور ۱۳۵۷ | ۸ آبان ۱۳۵۷  | رستاخیز | [ ۳ ]       |
| وزیر دادگستری                            |  | حسین نجفی             | ۸ آبان ۱۳۵۷   | ۱۵ آبان ۱۳۵۷ | مستقل   | [ ۶ ]       |
| وزیر راه و ترابری                        |  | حسن شالچیان           | ۵ شهریور ۱۳۵۷ | ۱۵ آبان ۱۳۵۷ | مستقل   | [ ۳ ]       |
| وزیر صنایع و معادن                       |  | محمدرضا امین          | ۵ شهریور ۱۳۵۷ | ۱۵ آبان ۱۳۵۷ | رستاخیز | [ ۳ ]       |
| وزیر علوم و آموزش عالی                   |  | هوشنگ نهاوندی         | ۵ شهریور ۱۳۵۷ | ۲۴ مهر ۱۳۵۷  | رستاخیز | [ ۳ ] [ ۷ ] |
| وزیر علوم و آموزش عالی                   |  | سید ابوالفضل قاضی     | مهر ۱۳۵۷      | ۱۴ آبان ۱۳۵۷ | رستاخیز | [ ۸ ]       |
| وزیر فرهنگ و هنر                         |  | محسن فروغی            | ۵ شهریور ۱۳۵۷ | ۱۵ آبان ۱۳۵۷ | رستاخیز | [ ۳ ]       |
| وزیر کار و امور اجتماعی                  |  | کاظم ودیعی            | ۵ شهریور ۱۳۵۷ | ۱۵ آبان ۱۳۵۷ | رستاخیز | [ ۳ ]       |
| وزیر کشاورزی و عمران روستایی             |  | امیرحسین امیرپرویز    | ۵ شهریور ۱۳۵۷ | ۱۵ آبان ۱۳۵۷ | مستقل   | [ ۳ ]       |
| وزیر کشور                                |  | عباس قره‌باغی          | ۵ شهریور ۱۳۵۷ | ۱۵ آبان ۱۳۵۷ | نظامی   | [ ۳ ]       |
| وزیر مسکن و شهرسازی                      |  | پرویز آوینی           | ۵ شهریور ۱۳۵۷ | ۱۵ آبان ۱۳۵۷ | رستاخیز | [ ۳ ]       |
| وزیر نیرو                                |  | جهانگیر مهدمینا       | ۵ شهریور ۱۳۵۷ | ۱۵ آبان ۱۳۵۷ | مستقل   | [ ۳ ]       |
| وزیران مشاور                             |  |                       |               |              |         |             |
| امور اجرایی                              |  | منوچهر آزمون          | ۵ شهریور ۱۳۵۷ | ۸ آبان ۱۳۵۷  | رستاخیز | [ ۳ ]       |
| امور اجرایی                              |  | مصطفی پایدار          | ۸ آبان ۱۳۵۷   | ۱۵ آبان ۱۳۵۷ | مستقل   | [ ۶ ]       |
| امور پارلمانی                            |  | عزت‌الله یزدان‌پناه     | ۵ شهریور ۱۳۵۷ | ۱۵ آبان ۱۳۵۷ | رستاخیز | [ ۳ ]       |
| رئیس سازمان اوقاف                        |  | علینقی کنی            | ۵ شهریور ۱۳۵۷ | ۱۵ آبان ۱۳۵۷ | مستقل   | [ ۳ ]       |
| رئیس سازمان برنامه و بودجه               |  | حسنعلی مهران          | ۵ شهریور ۱۳۵۷ | ۱۵ آبان ۱۳۵۷ | رستاخیز | [ ۳ ]       |
| معاونان نخست‌وزیر                         |  |                       |               |              |         |             |
| معاون نخست‌وزیر                           |  | علی فرداد             | شهریور ۱۳۵۷   | ۱۵ آبان ۱۳۵۷ | مستقل   |             |
| دبیرکل سازمان امور اداری و استخدامی کشور |  | امین عالیمرد          | ۵ شهریور ۱۳۵۷ | ۱۵ آبان ۱۳۵۷ | رستاخیز | [ ۹ ]       |
| رئیس سازمان آمادگی ملی و بسیج غیرنظامی   |  | قاسم خزاعی            | ۵ شهریور ۱۳۵۷ | ۱۵ آبان ۱۳۵۷ | نظامی   |             |
| رئیس سازمان اطلاعات و امنیت کشور         |  | ناصر مقدم             | ۵ شهریور ۱۳۵۷ | ۱۵ آبان ۱۳۵۷ | نظامی   |             |
| رئیس سازمان انرژی اتمی ایران             |  | اکبر اعتماد           | ۵ شهریور ۱۳۵۷ | ۱۵ آبان ۱۳۵۷ | مستقل   |             |
| رئیس سازمان حفاظت محیط زیست              |  | منوچهر فیلی           | ۵ شهریور ۱۳۵۷ | ۱۵ آبان ۱۳۵۷ | مستقل   |             |